# Radom Pistolet wz.35 Vis
La pistola Vis (designazione polacca Pistolet Wz. 35 Vis, designazione tedesca 9 mm Pistole 35(p), chiamata solitamente ed erroneamente Radom in lingua inglese) è una pistola semiautomatica ad azione singola, camerata per il 9 × 19 mm Parabellum.
Fu ideata basandosi sulla Browning HP da Piotr Wilniewczyc e Jan Skrzypiński nel 1930, alla Fabryka Broni in Radom sotto il direttore Kazimierz Rawicz-Oldakowski, e venne adottata nel 1935 come pistola standard per l'esercito polacco.
Considerata da molti come una delle migliori pistole mai prodotte, è un oggetto ricercato da molti collezionisti di armi da fuoco.